# Arc de Cal Refilat
L'Arc de Cal Refilat és una obra gòtica dels Prats de Rei (Anoia) inclosa a l'Inventari del Patrimoni Arquitectònic de Catalunya.

## Descripció
Situat a la porta d'entrada de "Cal Refilat" i obtingut amb treball de mig-relleu fet a la pedra monolítica de la dovella d'aquesta porta, és un arc conopial doble (dos juxtaposats) on a la part d'enllaç dels dos, una mica més amunt hi ha un escut amb una inscripció.

## Història
Gòtic, a partir del segle xv.